# مزدک میرزایی
مزدک میرزایی (زادهٔ ۲۶ شهریور ۱۳۴۹) گزارشگر فوتبال، تهیه‌کننده تلویزیونی، مجری، نویسنده، کارگردان تلویزیونی و مترجم اهل ایران است. میرزایی مجری و تهیه‌کنندهٔ برنامهٔ هت‌تریک است که از سال ۱۳۹۸ از ایران اینترنشنال پخش می‌شود. او در سال ۱۳۸۴ موفق شد جایزه بهترین گزارشگر صدا و سیمای جمهوری اسلامی ایران را دریافت کند. مزدک میرزایی از سال ۷۶ تا ۹۸ به مدت ۲۲ سال در صدا و سیمای ایران کار می‌کرد.

## تحصیل
او در سال ۱۳۷۲ فارغ‌التحصیل مقطع کارشناسی رشته مهندسی صنایع چوب از دانشگاه آزاد اسلامی واحد کرج شد.

## گزارشگری
مسابقه میان تیم‌های نانت و موناکو نخستین بازی فوتبال بود که او موفق شد به مدت ده دقیقه در کنار جواد خیابانی قسمت‌هایی از آن را گزارش کند و پس از آن کم‌کم به گروه گزارشگران فوتبال شبکه سه تلویزیون پیوست. به گفته خود مزدک بازی فوتبال میان تیم‌های ملی فوتبال ایران و کره جنوبی در مرحله مقدماتی جام جهانی برزیل، که با گل رضا قوچان‌نژاد باعث صعود ایران به جام جهانی شد خاطره انگیزترین گزارش وی بوده‌است.

### گزارشگری در ایران اینترنشنال
مزدک میرزایی نخستین گزارش خود در ایران اینترنشنال را در تاریخ ۹ بهمن ۱۳۹۸ برای بازی شارلوا و کلوب بروژ در هفته پنجم لیگ برتر فوتبال بلژیک انجام داد. این نخستین گزارش میرزایی پس از حدود ۷ ماه دوری از گزارشگری فوتبال بود.

## خروج از ایران
وی در تابستان ۱۳۹۸ از ایران خارج شد و به شبکه ماهواره‌ای ایران اینترنشنال پیوست. در ابتدا گفته می‌شد مزدک میرزایی بخش بزرگی از بایگانی صداوسیما را هم با خود از ایران خارج کرده و می‌خواهد با استفاده از آن به برنامه‌سازی بپردازد. اما سید مرتضی میرباقری، معاون سیمای صدا و سیمای جمهوری اسلامی گفت مزدک میرزایی هیچ چیزی با خودش نبرده‌است. برخی، تنگ‌شدن فضای کاری در شبکه ۳ پس از آغاز ریاست علی فروغی را دلیل خروج او از ایران می‌دانند.
مزدک میرزایی نخستین‌بار در ۱۳ آذر ۱۳۹۸ در شبکه ماهواره‌ای ایران اینترنشنال جلوی دوربین این شبکه حاضر شد و به عنوان مهمان برنامه ورزشی چند چند، در مورد دلایل خروج از ایران و پیوستن به این شبکه ماهواره‌ای توضیح داد.

### برنامه هت‌تریک
مزدک میرزایی در ۱۶ آذر ۱۳۹۸ نخستین قسمت از برنامه هت‌تریک را در شبکه ماهواره ای ایران اینترنشنال به صورت زنده اجرا کرد.

## آثار

### برنامه‌های تلویزیونی
| سال        | نام برنامه      | سمت                       | شبکه             |
| ---------- | --------------- | ------------------------- | ---------------- |
| ۱۳۷۸–۱۳۹۷  | ۹۰              | گزارشگر                   | شبکه سه          |
| ۱۳۸۱_۱۳۹۸  | گزارش ورزشی     | گزارشگر                   | شبکه سه          |
| ۱۳۹۲–۱۳۹۵  | میدان           | گزارشگر، تهیه‌کننده        | شبکه ورزش        |
| ۱۳۹۳       | بیست‌چهارده      | گزارشگر                   | شبکه سه          |
| ۱۳۹۴       | تاریخچه شهرآورد | نویسنده، گوینده،تهیه‌کننده | شبکه مستند       |
| ۱۳۹۵–۱۳۹۶  | فوتبال برتر     | مجری                      | شبکه سه          |
| ۱۳۹۸–اکنون | هت‌تریک          | مجری، تهیه‌کننده           | ایران اینترنشنال |

## جوایز
- بهترین گزارشگر ورزشی (۱۳۸۴)